# Hobby Consolas
Hobby Consolas è una rivista mensile spagnola di videogiochi fondata nel 1990 da Hobby Press e edita da Axel Springer Spagna, il cui primo numero è uscito nell'ottobre del 1991. Hobby Consolas è una delle riviste di videogiochi più antiche in attività. Offre informazione su videogiochi per tutte le console, e dal 2012, quando Micromanía, che fino ad allora copriva l'informazione su PC, ha cambiato editore, anche l'informazione su videogiochi per PC e dispositivi mobili.
La rivista è specializzata in notizie di attualità soprattutto per quanto concerne l'industria del videogioco. Oltre notizie, include analisi di ogni lancio, recensioni e valutazioni dei giochi, novità sulle pubblicazioni, interviste, trucchi di videogiochi, e suggerimenti per i lettori. Come rivista multipiattaforma, dedica la sua attenzione informativa a PlayStation 4, PSVita, Xbox One, Nintendo Switch, Nintendo 3DS, PC, iOS e Android.
A marzo 2014 la rivista ha avuto una tiratura di 32 129 copie, e contava circa 330 000 lettori al mese. È rivolta a un pubblico giovane (da 14 a 34 anni, 79,94%), di classe medio/alta (69,26%) e principalmente maschile (91,42%).
Viene venduta il primo giorno di ogni mese. A maggio di 2010 il gruppo di comunicazione Axel Springer ha lanciato il sito web HobbyNews, che nel 2012 ha preso il nome della rivista principale, Hobby Consolas. Hobbyconsolas.com è il sito web dove i redattori della rivista Hobby Consolas e delle altre riviste di videogiochi di Axel Springer (Play Manía e Revista Oficial Nintendo), sviluppano la loro attività giornalistica e informativa online.
Gli ascoltatori del programma radiofonico spagnolo Game 40 hanno definito Hobby Consolas la migliore rivista di giochi del 1997.

## Caratteristiche
Hobby Consolas è stata una delle prime riviste in Spagna in dare informazione su videogiochi per console. Fino alla sua nascita, la sua rivista sorella Micromanía offriva informazione per tutto tipo di piattaforme dell'epoca. In seguito, quest'ultima si specializzò in videogiochi per PC e altri computer, lasciando l'informazione su console e altre piattaforme per HobbyConsolas. Quando nell'estate di 2012 Micromanía si rese indipendente dall'editore che pubblicava entrambe le riviste, HobbyConsolas ha assunto anche l'informazione su videogiochi di PC.
L'equipaggio di redazione della rivista e il web coprono annualmente tutti gli eventi distaccati dei videogiochi a livello internazionale, come l'E3 di Los Angeles, il Gamescom in Germania o il Madrid Games Week di Madrid.

## Il sito web Hobbyconsolas.com

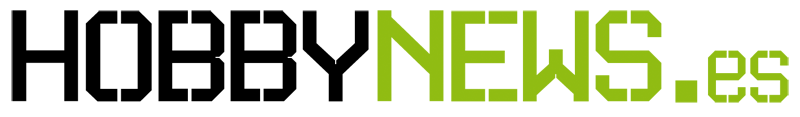
Logo di Hobbynews.es

Hobbyconsolas.com è il sito web specializzato in videogiochi e cultura videoludica del gruppo editoriale Axel Springer Spagna. Ha la sua origine in 2010 sotto il dominio e con il nome Hobbynews.es. Tratta principalmente notizie di attualità sul mondo del videogioco, nonché recensioni, avanzi, video e ogni tipo di contenuto su giochi, console e PC.
In 2012, Hobbynews.es venne rimarchiata come Hobbyconsolas.com. Ha preso il nome della principale rivista di videogiochi di Axel Springer ed è focalizzata sugli eventi del settore, analisi di giochi, video contenenti interviste, conferenze, discussioni e gameplay. Al sito web collaborano tutte le redazioni delle riviste di Axel Springer: Hobby Consolas, Playmania e Revista Oficial Nintendo.